# Pierre Potain

Pierre Potain

Pierre Carle Édouard Potain, auch Pierre Charles Édouard (* 19. Juli 1825 in Paris, Frankreich; † 5. Januar 1901 in Paris), war ein französischer Internist und Kardiologe.

## Familie
Die Familie war traditionell dem Arztberuf verschrieben, sein Vater hatte das Studium der Medizin aber nicht abgeschlossen, sondern war Posthalter in Saint-Germain-en-Laye geworden. Sein Vater führte Potain in die Wälder von Saint-Germain und lehrte ihn alles, was er von Grammatik, Literatur und den Naturwissenschaften wusste, von seiner Mutter lernte er die deutsche Sprache.

## Ausbildung und Beruf
Da Mittel für eine Schulausbildung nicht zur Verfügung standen, lernte Potain völlig selbstständig, wurde an der Universität Paris aufgenommen und erreichte hier einen ersten erfolgreichen Abschluss. Zunächst wollte er sich mit den Naturwissenschaften und der Mechanik beschäftigen, wandte sich aber dann der Medizin zu. Nach dem Studienabschluss arbeitete er ab 1848 in den Kliniken von Paris (interne). Während der großen Cholera-Epidemie (1849) war Potain Assistenzarzt an der Salpêtrière. Dort erkrankte er selbst an der Cholera, erholte sich wieder, erkrankte erneut und überlebte.
1853 promovierte Potain an der Universität von Paris und nahm anschließend eine Stellung als Assistent von Jules Gabriel François Baillarder (1806–1891) im Irrenhaus von Ivry an. 1856 arbeitete er wieder in Paris an der Klinik von Jean-Baptiste Bouillaud (1796–1881) als Chefarzt und in anderen Krankenhäusern (des Ménages, Sainte-Antoine, Hôpital Necker). Er übernahm auch kleinere Lehraufträge an der Universität. Im Jahr 1861 wurde Potain an allen Krankenhäusern zugelassen (Médecin des hôpitaux) und zum außerordentlichen Professor der medizinischen Fakultät der Universität von Paris ernannt (Professeur agrégé).
Während des Deutsch-Französischen Krieges sollte er eine Lazarett-Kompanie leiten, bestand aber darauf, als Soldat ins Feld zu ziehen. Trotzdem versorgte er im Rahmen seiner Möglichkeit die Verwundeten in den Krankenhäusern. Im Jahr 1876 wurde Potain auf den Lehrstuhl für Pathologie der Pariser Universität berufen, wechselte aber bald auf den Lehrstuhl für klinische Medizin. Ab 1882 arbeitete er dann am Hôpital de la Charité, wo er bis zu seiner Pensionierung im Jahr 1900 blieb. Potain starb 1901 an den Folgen einer Aortenstenose.

## Leistung
Potain beschäftigte sich nicht nur mit Methoden der Pulsaufzeichnung, sondern wies auch auf die enge Beziehung von Trikuspidal-Regurgitation und Kreislaufstörungen sowie die Leber-Pulsation hin. Er unterschied zwischen verschiedenen Arten von kardialem Galopprhythmus, erklärte den Mechanismus des Herzspitzenstoßes und erkannte das paukende Geräusch des zweiten Herztones bei syphilitischer Aortitis.
Mit Begeisterung begrüßte er das Sphygmomanometer von Basch und entwickelte es 1889 zu einem im klinischen Betrieb verwendbaren Instrument weiter. Die Anwendung seiner Blutdruckmessung führte ihn darüber hinaus zu weiteren Erkenntnissen: Er zeigte, dass die Bright-Krankheit (parenchymatöse Nephritis) mit Hypertonie assoziiert ist, entdeckte die Hochdruckkrankheit bei anderen pathologischen Bedingungen und als Ursache der kardialen Hypertrophie bei renaler Arteriosklerose.
Er verbesserte ein Gerät zur Zählung der roten Blutkörperchen (Malassez-Hämatometer) und konstruierte einen Aspirationsapparat (Potain-Apparat), der mit einer Vakuumpumpe arbeitete. Bei Patienten mit extremer Atemnot führte er eine Thorakozentese durch, entfernte die Flüssigkeit mit seinem Aspirator und schloss einen anderen selbstgebauten Apparat an, der stufenweise wieder Luft zuführte.
Potain war Mitglied der Académie de Médecine (1883), der Académie des Sciences (1893) und Kommandeur der Ehrenlegion (1895). Im 19. Arrondissement von Paris ist eine Straße nach ihm benannt (Rue du Docteur Potain).

## Werke
- Quelques recherches sur les bruits vasculaires anormaux qui suivent les hémorrhagies. Paris 1853.
- Du sphygmomanomètre et de la mesure de la pression artérielle chez l’homme. Arch Physiol Normale Pathol 21 (1889) 556.
- La pression artérielle de l’homme à l’état normal et pathologique. Paris 1902.